# 張硯卿
張硯卿（1990年7月5日—），臺灣新聞主播，畢業於國立政治大學，曾任三立新聞台主播，曾任高雄市政府發言人，現任高雄市政府行國處長。

## 學歷
- 高雄市立高雄女子高級中學
- 國立政治大學

## 經歷
- 中視記者
- 2014年1月19日中視大陸尋奇單集外景主持人，中國大陸河南濮陽
- 壹電視新聞台政經組記者、主播
- 三立新聞台政經組記者、主播
- 高雄市政府發言人
- 高雄市政府行政暨國際處處長

## 曾主播過或主持過的節目
| 時間                        | 頻道         | 節目               | 備註      |
| 時間待查                    | 壹電視新聞台 | 《壹電視整點新聞》 | 主播      |
| 時間待查                    | 三立新聞     | 《整點新聞》       | 主播 記者 |
| 時間待查                    | 三立新聞     | 《雲端秘檔》       | 主持人    |
| 2022年5月22日-2022年7月10日 | 三立新聞     | 《正午新聞》       | 主播      |

## 主持與代言
- 台灣桃園國際機場出入境宣傳大使
- 台中市跨年晚會記者會主持人

## 外部連結
- 張硯卿的Instagram帳戶